# Electric Landlady
Electric Landlady è il terzo album in studio della cantante inglese Kirsty MacColl, pubblicato nel 1991.

## Tracce
1. Walking Down Madison – 6:35 (Kirsty MacColl, Johnny Marr)
2. All I Ever Wanted – 3:51 (MacColl, Marshall Crenshaw)
3. Children of the Revolution – 4:00 (MacColl, Marr)
4. Halloween – 3:38 (MacColl, Mark E. Nevin)
5. My Affair – 5:25 (MacColl, Nevin)
6. Lying Down – 4:51 (MacColl, Pete Glenister)
7. He Never Mentioned Love – 3:53 (MacColl, Jem Finer)
8. We'll Never Pass This Way Again – 4:33 (MacColl, Nevin)
9. The Hardest Word – 4:36 (MacColl, Hamish MacColl)
10. Maybe It's Imaginary – 2:13 (MacColl, Nevin)
11. My Way Home – 4:27 (MacColl, Glenister)
12. The One and Only – 3:42 (MacColl, Nevin)

Tracce Bonus Reiusse (2005)
1. Don't Go Near the Water – 2:34 (Mike Love, Alan Jardine)
2. One Good Thing – 3:37 (MacColl, Glenister)
3. Darling, Let's Have Another Baby (feat. Billy Bragg) – 3:26 (Fred Berk)
4. My Affair (Bass Sexy mix) – 7:04 (MacColl, Nevin)
5. Walking Down Madison (6am Ambient mix) – 4:58 (MacColl, Marr)